# De Toppers
De Toppers és un supergrup neerlandès que consisteix actualment de René Froger, Gerard Joling, Jeroen van der Boom i Jan Smit. Fins al 2011, Gordon també era membre del grup. Des de l'any 2005, De Toppers fan cada any una sèrie de concerts, Toppers In Concert, en un estadi, en general el Johan Cruijff Arena. Amb més de 50 concerts amb les entrades esgotades, Toppers In Concert és la sèrie de concerts de més llarga durada d'Europa. El repertori consisteix sobretot d'una barreja de cançons versionades i material propi. De Toppers van representar els Països Baixos al Festival de la Cançó d'Eurovisió 2009 amb la cançó Shine. No van arribar a la final.

## Concerts
| Edició             | Any                | Persones                                                  | Data                                | Tema                                                  | Nombre de visitants        | Lloc                       |
| ------------------ | ------------------ | --------------------------------------------------------- | ----------------------------------- | ----------------------------------------------------- | -------------------------- | -------------------------- |
| 1                  | 2005               | René Froger, Gerard Joling, Gordon                        | 13 i 14 de maig                     | Live In The Round                                     | 120.000                    | Amsterdam ArenA            |
| 2                  | 2006               | René Froger, Gerard Joling, Gordon                        | 26, 27 i 28 de maig                 | De Grootste Vriendentempel                            | 180.000                    | Amsterdam ArenA            |
| 3                  | 2007               | René Froger, Gerard Joling, Gordon                        | 1, 2, 3, 6, 7 i 8 de juny           | Disco & Future                                        | 360.000                    | Amsterdam ArenA            |
| 4                  | 2008               | René Froger, Gerard Joling, Gordon                        | 23, 24 i 27 de maig                 | Glitter And Glamour                                   | 160.000                    | Amsterdam ArenA            |
| 5                  | 2009               | René Froger, Gordon, Jeroen van der Boom                  | 12 i 13 de juny                     | Toppers Jubileum 2009                                 | 120.000                    | Amsterdam ArenA            |
| 6                  | 2010               | René Froger, Gerard Joling, Gordon, Jeroen van der Boom   | 20, 21 i 22 de maig                 | Welcome To Heaven                                     | 180.000                    | Amsterdam ArenA            |
| 7                  | 2011               | René Froger, Gerard Joling, Gordon, Jeroen van der Boom   | 27, 28 i 29 de maig                 | The Royal Party For Kings And Queens                  | 200.000                    | Amsterdam ArenA            |
| 8                  | 2012               | René Froger, Gerard Joling, Jeroen van der Boom           | 17, 18 i 19 de maig                 | The Love Boat Edition                                 | 200.000                    | Amsterdam ArenA            |
| 9                  | 2013               | René Froger, Gerard Joling, Jeroen van der Boom           | 24, 25 i 26 de maig                 | 1001 Night Edition                                    | 204.698                    | Amsterdam ArenA            |
| 10                 | 2014               | René Froger, Gerard Joling, Jeroen van der Boom           | 24, 29, 30 i 31 de maig             | Made in Holland Edition - 10 Jaar Toppers             | 270.000                    | Amsterdam ArenA            |
| 11                 | 2015               | René Froger, Gerard Joling, Jeroen van der Boom           | 23, 24, 29, 30 i 31 de maig         | Crazy Summer Edition                                  | 340.000                    | Amsterdam ArenA            |
| 12                 | 2016               | René Froger, Gerard Joling, Jeroen van der Boom           | 13, 14 i 15 de maig                 | Royal Night of Disco Edition                          | 210.000                    | Amsterdam ArenA            |
| 12                 | 2016               | René Froger, Gerard Joling, Jeroen van der Boom           | 10, 20, 21, 22, 23 i 24 de desembre | Christmas Party of the Year - 12,5 jaar jubileum      | 85.000                     | Rotterdam Ahoy             |
| 13                 | 2017               | René Froger, Gerard Joling, Jeroen van der Boom           | 26 i 27 de maig mei                 | Wild West, Thuis Best Edition                         | 132.000                    | Amsterdam ArenA            |
| 14                 | 2018               | René Froger, Gerard Joling, Jeroen van der Boom, Jan Smit | 25, 26 i 27 de maig                 | Pretty in Pink - The Circus Edition                   | 198.000                    | Johan Cruijff Arena        |
| 15                 | 2019               | René Froger, Gerard Joling, Jeroen van der Boom, Jan Smit | 31 de maig i 1 de juny              | Happy Birthday Party - 'The Best of' Jubilieum Editie | 130.000                    | Johan Cruijff Arena        |
| Total: 15 edicions | Total: 15 edicions | Total: 53 concerts                                        | Total: 53 concerts                  | Total: 53 concerts                                    | Total: 3.089.698 visitants | Total: 3.089.698 visitants |